# Torodi
Torodi ist eine Landgemeinde und der Hauptort des gleichnamigen Departements Torodi in Niger.

## Geographie

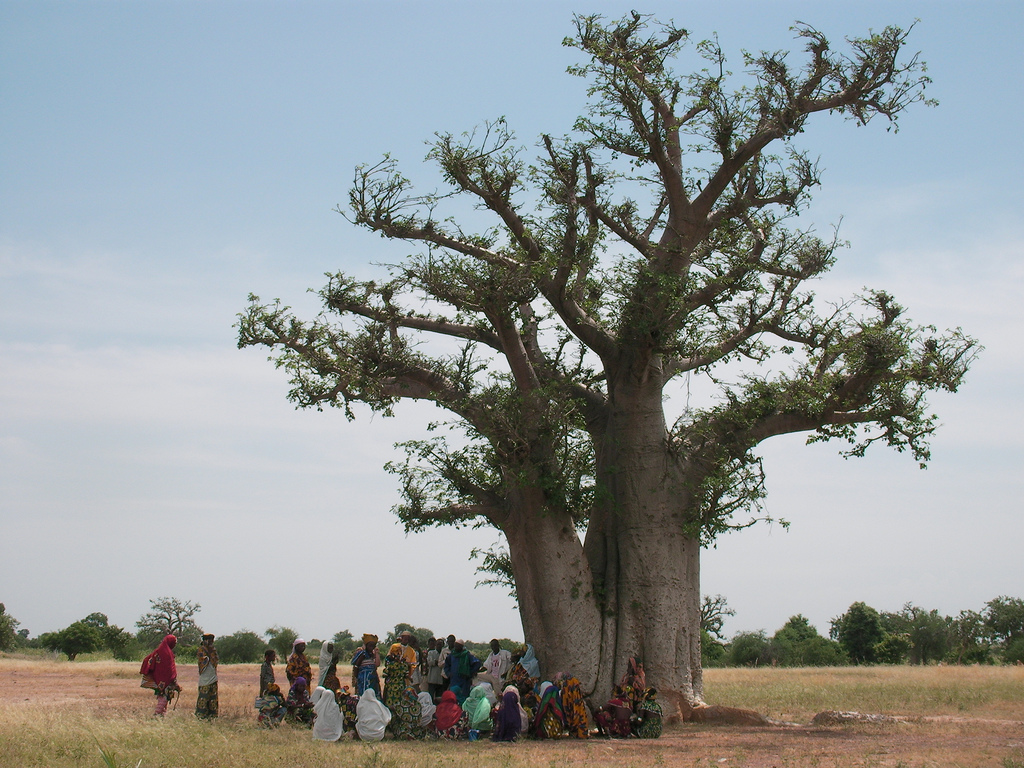
Affenbrotbaum beim Weiler Pito im Gemeindegebiet von Torodi (2009)

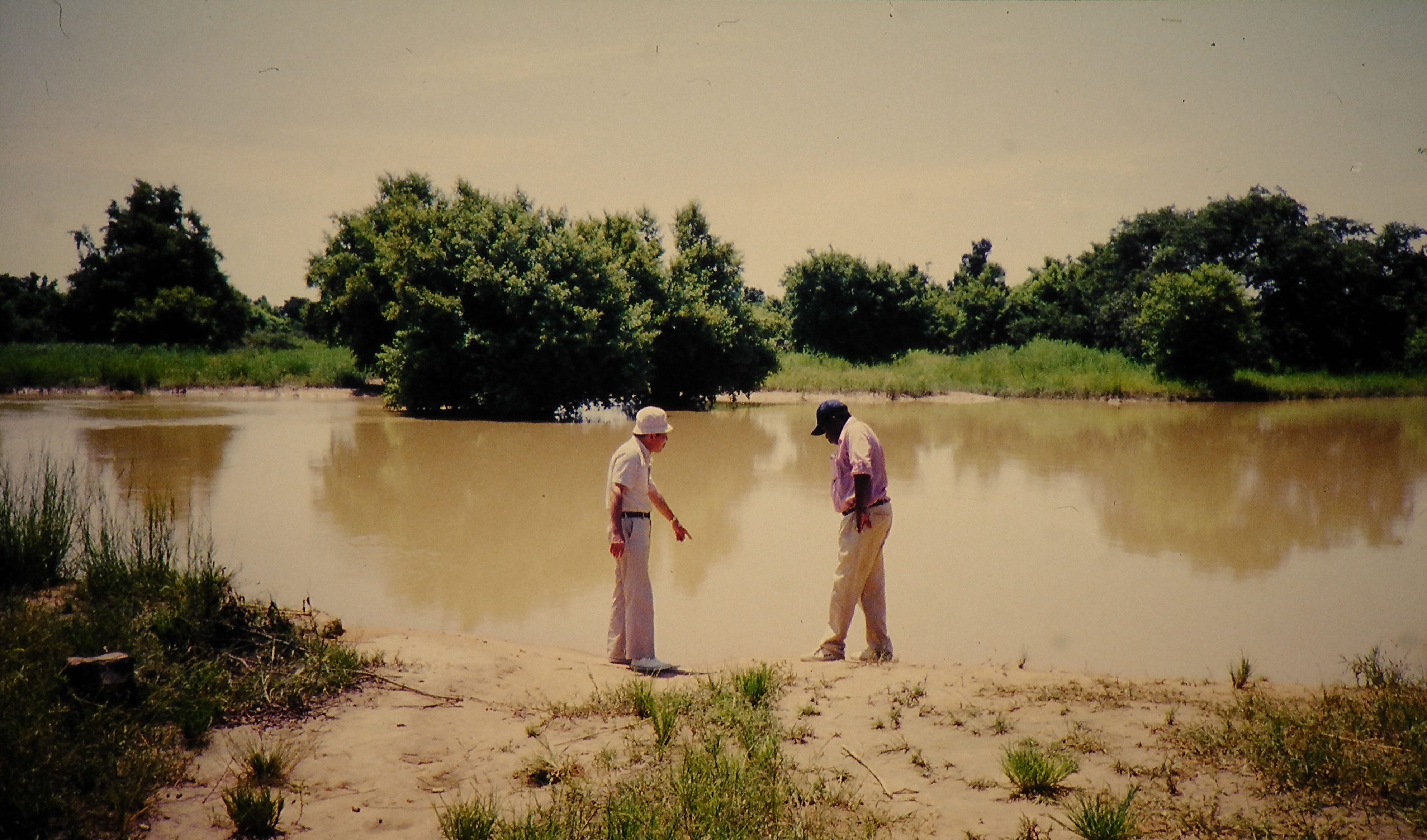
Fluss Goroubi in Torodi (1990)

Torodi liegt in den Feuchtgebieten südlich des Flusses Niger. Der Süden der Gemeinde wird zur Großlandschaft Sudan gerechnet, während der Norden Teil der Übergangszone zwischen Sudan und Sahel ist. Südlich des Ortszentrums verläuft das Flussbett des Goroubi, eines Nebenflusses des Niger. In geologischer Hinsicht befindet sich die auf 184 m Seehöhe gelegene Gemeinde in einem dem Erdzeitalter Präkambrium zugerechneten Gebiet. Torodi grenzt im Westen an den Nachbarstaat Burkina Faso. Die Nachbargemeinden in Niger sind Dargol und Namaro im Norden, Bitinkodji und Ouro Guélédjo im Osten sowie Makalondi im Süden.
Die Gemeinde Torodi besteht aus einem urbanen und einem ländlichen Gemeindegebiet. Das urbane Gemeindegebiet ist in sieben Stadtviertel gegliedert. Diese heißen Fada, Fada Tondobon, Pengouna, Sabon Carré, Sentier, Tondobon und Zango et Pengona. Bei den Siedlungen im ländlichen Gemeindegebiet handelt es sich um 82 Dörfer, 131 Weiler und ein Lager.

## Geschichte
Der traditionelle Herrschaftssitz von Torodi wurde 1812 von einem aus Guinea stammenden Fulbe namens Maazou Maoundé gegründet. Er vertrieb die zuvor hier ansässigen Gourmantché Richtung Süden. Nach seinem Sieg schloss er einen Pakt, demzufolge jeder Fulbe-Herrscher von Torodi eine Gourmantché-Frau heiraten musste. Dieser Pakt wurde als Torentché bezeichnet, wovon sich der Ortsname Torodi ableitete.
Im Zuge der militärischen Besetzung der späteren Nigerkolonie durch Frankreich wurde der Ort 1899 zunächst der französischen Kolonie Dahomey angeschlossen und gelangte erst später an Niger. Die Franzosen machten 1902 aus Torodi einen Kanton.
Im Jahr 1971, im unabhängigen Niger, wurde der Ort zusätzlich zum Verwaltungsposten (französisch: poste administratif) erhoben. Bei einer landesweiten Verwaltungsreform ging 2002 aus dem Kanton Torodi die Landgemeinde Torodi hervor. Makalondi wurde 2009 als eigene Landgemeinde aus der Landgemeinde Torodi herausgelöst. Der Verwaltungsposten von Torodi wurde 2011 aus dem Departement Say herausgelöst und zum Departement Torodi erhoben. Im Dorf Tolba setzten Terroristen 2020 eine Schule in Brand.

## Bevölkerung
Bei der Volkszählung 2012 hatte die Landgemeinde 109.342 Einwohner, die in 11.756 Haushalten lebten. Bei der Volkszählung 2001 betrug die Einwohnerzahl (mit Makalondi) 114.518 in 12.166 Haushalten.
Im urbanen Gemeindegebiet lebten bei der Volkszählung 2012 11.813 Einwohner in 1691 Haushalten, bei der Volkszählung 2001 6567 in 705 Haushalten und bei der Volkszählung 1988 5117 in 881 Haushalten.
Die schon länger in Torodi ansässigen Volksgruppen sind Fulbe, Zarma und Gourmantché. Hinzu kommen Einwanderer anderer Gruppen, etwa Hausa und aus dem Nachbarstaat Mali zugezogene Einwohner.

## Politik
Der Gemeinderat (conseil municipal) hat 25 gewählte Mitglieder. Mit den Kommunalwahlen 2020 sind die Sitze im Gemeinderat wie folgt verteilt: 11 PJP-Génération Doubara, 8 MODEN-FA Lumana Africa, 3 MPR-Jamhuriya, 2 AMEN-AMIN und 1 MPN-Kiishin Kassa.
Jeweils ein traditioneller Ortsvorsteher (chef traditionnel) steht an der Spitze von 72 Dörfern in der Gemeinde, darunter dem Hauptort.

## Wirtschaft und Infrastruktur

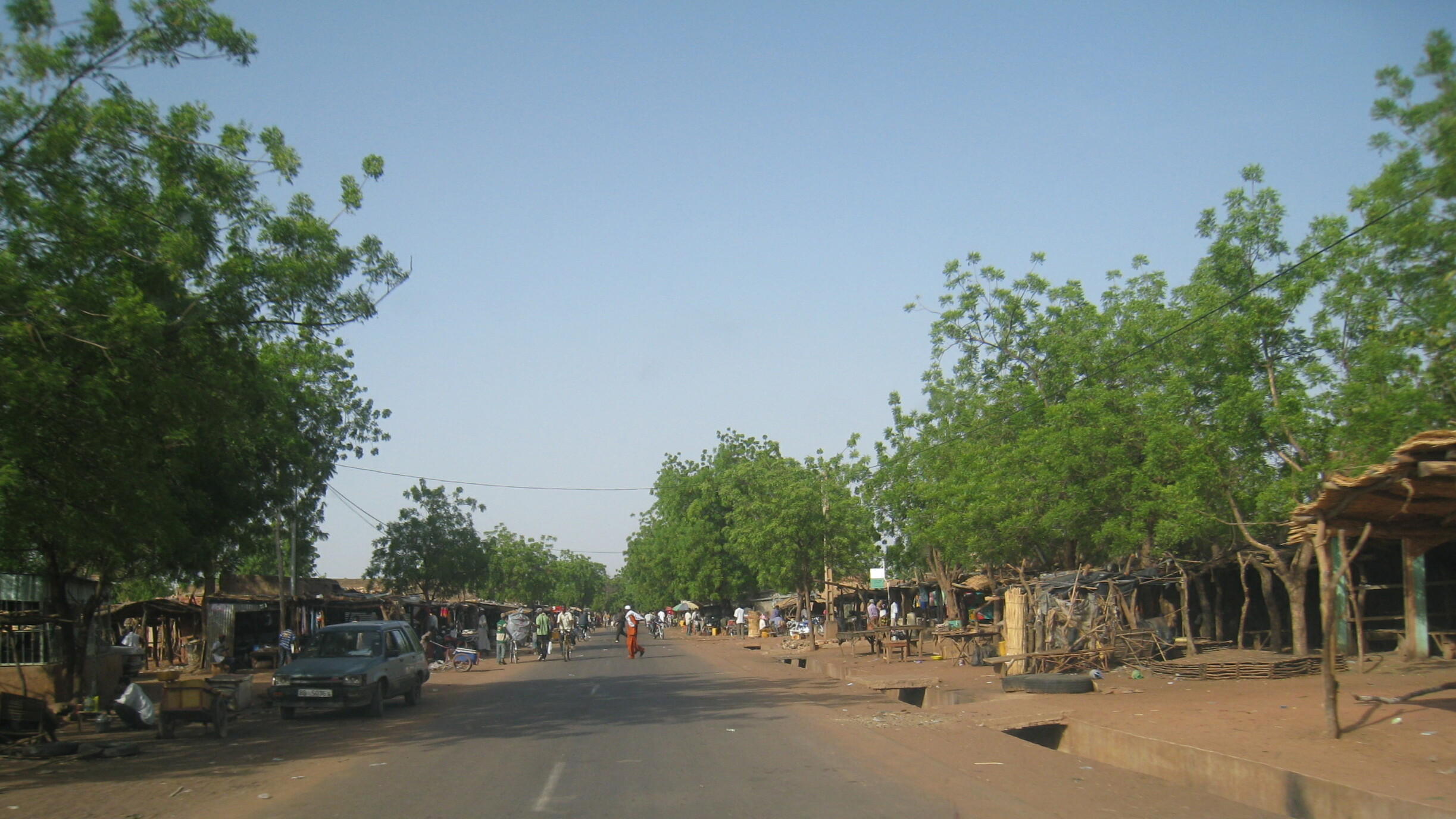
Nationalstraße 6 in Torodi (2009)

Die Gemeinde liegt in einer Zone, in der Regenfeldbau betrieben wird, und ist von gewaltsamen Landnutzungskonflikten betroffen. Der große Freitagsmarkt im Zentrum wird von Händlern aus Niamey belebt. Gehandelt werden lokal hergestellte Töpferwaren, Soda aus Boboye, Korbwaren, schmucklose Kalebassen und Matten, die für tatara genannte Einzäunungen verwendet werden. Außerdem gehört ein großer Viehmarkt dazu, auf dem vor allem Kühe verkauft werden. Das staatliche Versorgungszentrum für landwirtschaftliche Betriebsmittel und Materialien (CAIMA) unterhält eine Verkaufsstelle im urbanen Gemeindegebiet. Die klimatologische Messstation im Zentrum liegt auf 215 m Höhe und wurde 1962 in Betrieb genommen.
Gesundheitszentren des Typs Centre de Santé Intégré (CSI) sind im urbanen Zentrum sowie in den Siedlungen Adaré Rimaïbé, Alfassi, Allaréni, Bolsi, Dogona Boborgou Saba, Tiouridi Maoudé und Tombolé Pabalouri vorhanden. Das Gesundheitszentrum im Zentrum verfügt über ein eigenes Labor und eine Entbindungsstation. Der CEG Torodi, der in der Siedlung Bossey Bongou gelegene CEG Bossey Bongou und der in der Siedlung Tiouridi Maoudé gelegene CEG Tiouridi sind allgemein bildende Schulen der Sekundarstufe des Typs Collège d’Enseignement Général (CEG). Beim Collège d’Enseignement Technique de Torodi (CET Torodi) handelt es sich um eine technische Fachschule. Das Berufsausbildungszentrum Centre de Formation aux Métiers de Torodi (CFM Torodi) bietet Lehrgänge in Metallbau, familiärer Wirtschaft und Gas- und Sanitärinstallationen an.
Durch die Gemeinde verläuft die 119,5 Kilometer lange und asphaltierte Nationalstraße 6 zwischen der Hauptstadt Niamey und der Staatsgrenze zu Burkina Faso. Im Hauptort zweigen die 8,2 Kilometer lange Route 665 nach Magou und die 16,1 Kilometer lange Route 667 nach Adaré Rimaïbé von der Nationalstraße 6 ab. Es handelt sich um eine einfache Landstraße. Von der Route 665 zweigt die 90 Kilometer lange Route 646 ab, eine einfache Piste, die in Dogona Boborgou Saba endet. Im oder beim Dorf Kobadjé zweigen folgende Straßen von der Nationalstraße 6 ab: die 61,7 Kilometer lange Landstraße RR6-002 nach Say, die 16,17 Kilometer lange Route 689 nach Nialagaré und die 16,4 Kilometer lange Route 666 nach Tiouridi Maoudé.